# Cake by the Ocean
"Cake by the Ocean" (n.đ. Bánh bên biển) là đĩa đơn đầu tay của ban nhạc Mỹ DNCE. Bài hát do Republic Records phát hành và là đĩa đơn đầu tiên từ đĩa mở rộng của nhóm, Swaay, vào ngày 18 tháng 9 năm 2015.

## Đội ngũ sản xuất
- Hòa âm: Serban Ghenea
- Trợ lý hòa âm: John Hanes
- Bass, lập trình, guitar, bộ gõ, giọng bè, sản xuất, viết lời, soạn nhạc, trống: Mattias Larsson
- Hát bè, lập trình, sản xuất, viết lời, soạn nhạc, bộ gõ, bass, trống, guitar: Robin Frederiksson
- Hát bè, viết lời, soạn nhạc: Justin Tranter
- Viết lời, soạn nhạc, hát chính: Joe Jonas

## Bảng xếp hạng

### Bảng xếp hạng hàng tuần
| Bảng xếp hạng (2015–2016)                 | Vị trí cao nhất |
| ----------------------------------------- | --------------- |
| Argentina (Monitor Latino)                | 1               |
| Úc (ARIA)                                 | 6               |
| Áo (Ö3 Austria Top 40)                    | 5               |
| Bỉ (Ultratop 50 Flanders)                 | 13              |
| Bỉ (Ultratop 50 Wallonia)                 | 16              |
| Canada (Canadian Hot 100)                 | 7               |
| Canada AC (Billboard)                     | 2               |
| Canada CHR/Top 40 (Billboard)             | 4               |
| Canada Hot AC (Billboard)                 | 2               |
| CIS (Tophit)                              | 6               |
| Cộng hòa Séc (Rádio Top 100)              | 5               |
| Cộng hòa Séc (Singles Digitál Top 100)    | 17              |
| Đan Mạch (Tracklisten)                    | 18              |
| Ecuador (National-Report)                 | 1               |
| Pháp (SNEP)                               | 23              |
| Đức (GfK)                                 | 6               |
| Đức Airplay (BVMI)                        | 1               |
| Hungary (Dance Top 40)                    | 9               |
| Hungary (Rádiós Top 40)                   | 3               |
| Hungary (Single Top 40)                   | 11              |
| Ireland (IRMA)                            | 6               |
| Israel (Media Forest)                     | 1               |
| Ý (FIMI)                                  | 11              |
| Nhật Hot Overseas (Billboard)             | 1               |
| Liban (Lebanese Top 20)                   | 19              |
| México Ingles Airplay (Billboard)         | 1               |
| Hà Lan (Dutch Top 40)                     | 10              |
| Hà Lan (Single Top 100)                   | 19              |
| New Zealand (Recorded Music NZ)           | 10              |
| Na Uy (VG-lista)                          | 33              |
| Ba Lan (Polish Airplay Top 100)           | 1               |
| Bồ Đào Nha (AFP)                          | 15              |
| Nga Airplay (Tophit)                      | 4               |
| Serbia (Radiomonitor)                     | 5               |
| Slovakia (Rádio Top 100)                  | 41              |
| Slovakia (Singles Digitál Top 100)        | 18              |
| Slovenia (SloTop50)                       | 2               |
| Tây Ban Nha (PROMUSICAE)                  | 16              |
| Thụy Điển (Sverigetopplistan)             | 24              |
| Thụy Sĩ (Schweizer Hitparade)             | 13              |
| Anh Quốc (OCC)                            | 4               |
| Ukraina Airplay (Tophit)                  | 14              |
| Hoa Kỳ Billboard Hot 100                  | 9               |
| Hoa Kỳ Adult Contemporary (Billboard)     | 6               |
| Hoa Kỳ Adult Pop Airplay (Billboard)      | 1               |
| Hoa Kỳ Dance/Mix Show Airplay (Billboard) | 8               |
| Hoa Kỳ Dance Club Songs (Billboard)       | 33              |
| Hoa Kỳ Pop Airplay (Billboard)            | 2               |
| Venezuela English (Record Report)         | 1               |

### Bảng xếp hạng cuối năm
| Bảng xếp hạng (2016)                       | Vị trí |
| ------------------------------------------ | ------ |
| Argentina (Monitor Latino)                 | 5      |
| Úc (ARIA)                                  | 35     |
| Áo (Ö3 Austria Top 40)                     | 40     |
| Bỉ (Ultratop Flanders)                     | 32     |
| Bỉ (Ultratop Wallonia)                     | 48     |
| Brasil (Brasil Hot 100)                    | 52     |
| Canada (Canadian Hot 100)                  | 15     |
| Canada Radio Songs (Nielsen)               | 2      |
| CIS (Tophit)                               | 18     |
| Đan Mạch (Tracklisten)                     | 54     |
| Pháp (SNEP)                                | 70     |
| Đức (Official German Charts)               | 36     |
| Hungary (Dance Top 40)                     | 28     |
| Hungary (Rádiós Top 40)                    | 1      |
| Hungary (Single Top 40)                    | 28     |
| Iceland (Plötutíóindi)                     | 14     |
| Israel (Media Forest)                      | 1      |
| Ý (FIMI)                                   | 26     |
| Hà Lan (Dutch Top 40)                      | 42     |
| Hà Lan (Single Top 100)                    | 38     |
| New Zealand (Recorded Music NZ)            | 30     |
| Ba Lan (ZPAV)                              | 28     |
| Nga Airplay (Tophit)                       | 18     |
| Slovenia (SloTop50)                        | 19     |
| Tây Ban Nha (PROMUSICAE)                   | 37     |
| Thụy Điển (Sverigetopplistan)              | 50     |
| Thụy Sĩ (Schweizer Hitparade)              | 35     |
| Ukraina Airplay (Tophit)                   | 43     |
| Anh Quốc Singles (Official Charts Company) | 23     |
| Hoa Kỳ Billboard Hot 100                   | 18     |
| Hoa Kỳ Adult Contemporary (Billboard)      | 11     |
| Hoa Kỳ Adult Top 40 (Billboard)            | 6      |
| Hoa Kỳ Dance/Mix Show Songs (Billboard)    | 34     |
| Hoa Kỳ Mainstream Top 40 (Billboard)       | 13     |

| Bảng xếp hạng (2017)                  | Vị trí |
| ------------------------------------- | ------ |
| Argentina (Monitor Latino)            | 41     |
| Hungary (Dance Top 40)                | 46     |
| Israel (Media Forest)                 | 43     |
| Hoa Kỳ Adult Contemporary (Billboard) | 18     |

## Chứng nhận
| Quốc gia                                                                                             | Chứng nhận  | Số đơn vị/doanh số chứng nhận |
| --- | ----------- | ----------------------------- |
| Úc (ARIA)                                                                                            | 7× Bạch kim | 490.000‡                      |
| Bỉ (BEA)                                                                                             | Bạch kim    | 20.000‡                       |
| Brasil (Pro-Música Brasil)                                                                           | Kim cương   | 250.000‡                      |
| Canada (Music Canada)                                                                                | 2× Bạch kim | 160.000*                      |
| Đan Mạch (IFPI Đan Mạch)                                                                             | 2× Bạch kim | 180.000‡                      |
| Pháp (SNEP)                                                                                          | Bạch kim    | 133.333‡                      |
| Đức (BVMI)                                                                                           | Bạch kim    | 300.000‡                      |
| Ý (FIMI)                                                                                             | 4× Bạch kim | 200.000‡                      |
| Hà Lan (NVPI)                                                                                        | Bạch kim    | 20.000‡                       |
| New Zealand (RMNZ)                                                                                   | 2× Bạch kim | 30.000*                       |
| Ba Lan (ZPAV)                                                                                        | 2× Bạch kim | 40.000‡                       |
| Bồ Đào Nha (AFP)                                                                                     | Bạch kim    | 20.000‡                       |
| Tây Ban Nha (PROMUSICAE)                                                                             | 2× Bạch kim | 80.000‡                       |
| Thụy Điển (GLF)                                                                                      | 3× Bạch kim | 60.000‡                       |
| Anh Quốc (BPI)                                                                                       | 3× Bạch kim | 1.800.000‡                    |
| Hoa Kỳ (RIAA)                                                                                        | 5× Bạch kim | 5.000.000‡ / 1.684.000        |
| * Chứng nhận dựa theo doanh số tiêu thụ. ‡ Chứng nhận dựa theo doanh số tiêu thụ và phát trực tuyến. |             |                               |

## Lịch sử phát hành
| Vùng   | Thời gian        | Định dạng              | Nhãn     | Ct.     |
| ------ | ---------------- | ---------------------- | -------- | ------- |
| Hoa Kỳ | 18 tháng 9, 2015 | Tải nhạc               | Republic | [ 1 ]   |
| Hoa Kỳ | 18 tháng 9, 2015 | Phát trực tuyến        | Republic | [ 106 ] |
| Hoa Kỳ | 29 tháng 9, 2015 | Contemporary hit radio | Republic | [ 107 ] |